# El amor en su lugar
El amor en su lugar  (título original en inglés: Love Gets a Room) es una película musical hispano-británica estrenada en 2021, dirigida por Rodrigo Cortés y protagonizada por Clara Rugaard y Ferdia Walsh-Peelo. Los acontecimientos narrados en la película tienen lugar en el gueto de Varsovia.

## Argumento
La acción tiene lugar en el gueto de Varsovia durante la Segunda Guerra Mundial, y su argumento gira en torno a un grupo de judíos interpretando una obra de teatro musical.

## Reparto
- Clara Rugaard como Stefcia[3][4][5]
- Ferdia Walsh-Peelo como Edmund[3][4][5]
- Mark Ryder como Patryk[3][5]
- Valentina Bellè como Ada[3][5]
- Jack Roth como Jozek[3][4][5]
- Freya Parks como Niusia[3][4][5]
- Anastasia Hille como Irena[3][5]
- Magnus Krepper como Sergeant Szkop[3][4][5]
- Henry Goodman como Zylberman[3][4][5]
- Dalit Streett Tejeda como Sarah[3][4][5]

## Producción
El guion está escrito por David Safier y Rodrigo Cortés. La película estuvo producida por Nostromo Pictures SL junto a Love Gets a Room AIE con la colaboración del Departamento de Cultura de la Generalidad de Cataluña y la participación de TVC y Crea SGR.

## Estreno
La película se estrenó mundialmente en la 18.ª edición del Festival del Cine Europeo de Sevilla en noviembre de 2021. Distribuida por A Contracorriente Films, El amor en su lugar  fue estrenada en los cines de España el 3 de diciembre de 2021. Lionsgate se encarga de las ventas internacionales.

## Recepción
En una crítica para Fotogramas, Blai Morell dio la película 4/5 estrellas, destacando el "virtuosismo" de su puesta en escena y las composiciones musicales de Víctor Reyes, mientras apuntaba que había algún intérprete que no había estado a la altura de la tarea.
Raquel Hernández Luján de HobbyConsolas dio la película 80/100 puntos, considerándola una clase magistral de cine de Rodrigo Cortés, "emocionante y cautivadora" a partes iguales al referirse a su puesta en escena y su honradez, alabando el diseño de producción y la dirección de actores, al tiempo que señala algunos momentos repetitivos y cierto abuso de la BSO.
Oti Rodríguez Marchante, de ABC, le dio una crítica positiva con un índice de 4/5 estrellas.
En una crítica para El Periódico de Catalunya, Beatriz Martínez valoró la película con 4/5 estrellas; considerando que, en esta película, el virtuosismo de Rodrigo Cortés se pone al servicio de algo más que de un mero ejercicio estilístico.

## Premios y nominaciones
Premios Feroz
| Categoría             | Nominada                     | Resultado |
| --------------------- | ---------------------------- | --------- |
| Mejor Dirección       | Rodrigo Cortés               | Ganadora  |
| Mejor Guion           | Rodrigo Cortés, David Safier | Nominada  |
| Mejor Música Original | Víctor Reyes                 | Nominada  |

77.ª edición de las Medallas del Círculo de Escritores Cinematográficos
| Categoría            | Nominada                      | Resultado |
| -------------------- | ----------------------------- | --------- |
| Mejor película       | Rodrigo Cortés                | Ganadora  |
| Mejor director       | Rodrigo Cortés                | Ganador   |
| Mejor actriz         | Clara Rugaard                 | Nominada  |
| Mejor guion original | Rodrigo Cortés y David Safier | Ganadores |
| Mejor fotografía     | Rafael García                 | Ganador   |
| Mejor montaje        | Rodrigo Cortés                | Ganador   |
| Mejor música         | Víctor Reyes                  | Ganador   |

66.ª edición de los Premios Sant Jordi
| Categoría               | Resultado |
| ----------------------- | --------- |
| Mejor película española | Ganadora  |

Premios Goya
| Categoría                     | Nominada          | Resultado |
| ----------------------------- | ----------------- | --------- |
| Mejor Diseño de Vestuario     | Alberto Valcárcel | Nominada  |
| Mejor Dirección de Producción | Óscar Vigiola     | Nominada  |

Premios Gaudí
| Categoría                  | Nominada          | Resultado |
| -------------------------- | ----------------- | --------- |
| Mejor Diseño de Vestuario  | Alberto Valcárcel | Nominada  |
| Mejor Dirección Artñistica | Laila Colet       | Nominada  |

Festival de Cine de Cartagena (FICC)
| Categoría           | Nominada       | Resultado |
| ------------------- | -------------- | --------- |
| Premio Jurado Joven | Rodrigo Cortés | Ganadora  |